# 箕山 (河南)
箕山属伏牛山山系，形如簸箕故名箕山，位于河南省登封市嵩山南部一带，并向东南蔓延至禹州市一带，属中低山系，海拔高度范围为600至800米，山坡平坦，被登封当地人称为“枕头山”。山体呈西北—东南走向， 是汝河和颍河的分水岭。成语“箕山之志”即源于此山。

## 延伸阅读
[在维基数据编辑]
 《欽定古今圖書集成·方輿彙編·山川典·箕山部》，出自陈梦雷《古今圖書集成》